# 2145 Blaauw
2145 Blaauw (1976 UF) là một tiểu hành tinh nằm phía ngoài của vành đai chính được phát hiện ngày 24 tháng 10 năm 1976 bởi Richard Martin West ở La Silla.